# Elvin Ibrisimovic
Elvin Ibrisimovic (* 19. April 1999 in Bregenz) ist ein ehemaliger österreichischer Fußballspieler.

## Karriere

### Verein
Ibrisimovic begann seine Karriere beim SC Bregenz, der 2013 in Schwarz-Weiß Bregenz umbenannt wurde. Im März 2016 debütierte er für die erste Mannschaft von Bregenz in der Regionalliga, als er am 19. Spieltag der Saison 2015/16 gegen den TSV Neumarkt in der 75. Minute für Julian Rupp eingewechselt wurde. Mit Bregenz stieg er zu Saisonende in die Vorarlbergliga ab. Im August 2016 erzielte er seinen ersten Treffer in der Vorarlbergliga bei einem 3:3-Remis gegen den FC Egg.
Zur Saison 2017/18 wechselte er zum Regionalligisten FC Hard. Sein erstes Tor für Hard machte er im Juli 2017 bei einem 1:1-Remis gegen den FC Alberschwende. Zu Saisonende hatte Ibrisimovic 29 Einsätze in der Regionalliga zu Buche stehen, in denen er 15 Tore erzielte.
Zur Saison 2018/19 schloss er sich der zweitklassigen Zweitmannschaft des FC Wacker Innsbruck an. Sein Debüt in der 2. Liga gab er im August 2018, als er am zweiten Spieltag jener Saison gegen den SKU Amstetten in der 87. Minute für Okan Yilmaz eingewechselt wurde. Zur Saison 2019/20 rückte er in den Kader der ersten Mannschaft von Wacker Innsbruck.
Für die erste Mannschaft von Innsbruck kam er zu 25 Zweitligaeinsätzen, in denen er zwei Tore erzielte. Im Jänner 2021 wechselte er nach Liechtenstein zum in der Schweizer Super League spielenden FC Vaduz, bei dem er einen bis Juni 2024 laufenden Vertrag erhielt. In der Super League kam er zu sechs Einsätzen für Vaduz, mit den Liechtensteinern musste er zu Saisonende allerdings in die Challenge League absteigen. In dieser kam der Angreifer in der Saison 2021/22 zu acht Einsätzen. Zur Saison 2022/23 wechselte er leihweise zurück nach Österreich zum Zweitligisten FC Dornbirn 1913. Während der Leihe kam er zu elf Zweitligaeinsätzen.
Zur Saison 2023/24 kehrte er nach Vaduz zurück, wo er aber verletzungsbedingt nicht mehr zum Einsatz kam. Nach der Saison 2023/24 beendete er seine Karriere.

### Nationalmannschaft
Im Juni 2019 debütierte er gegen die Schweiz für die österreichische U-20-Auswahl.

## Erfolge
- Liechtensteiner Cup: 2022